# Comuna Ivanivka, Dolînska
Ivanivka (în ucraineană Іванівка) este o comună în raionul Dolînska, regiunea Kirovohrad, Ucraina, formată din satele Ivanivka (reședința), Nahirne, Nîkîforivka, Veseli Bokovenkî și Zelenîi Hai.

## Demografie
Componența lingvistică a comunei Ivanivka
     Ucraineană (93,06%)
     Rusă (6%)
     Alte limbi (0,71%)
Conform recensământului din 2001, majoritatea populației comunei Ivanivka era vorbitoare de ucraineană (93,06%), existând în minoritate și vorbitori de rusă (6%).